# Wangren, Hubei
Wangren är en köpinghuvudort i Kina. Den ligger i provinsen Hubei, i den centrala delen av landet, omkring 94 kilometer sydost om provinshuvudstaden Wuhan. Antalet invånare är 38 778. Befolkningen består av 18 617 kvinnor och 20 161 män. Barn under 15 år utgör 16,0 %, vuxna 15-64 år 74 %, och äldre över 65 år 8,0 %.
Runt Wangren är det tätbefolkat, med 397 invånare per kvadratkilometer. Närmaste större samhälle är Huangshi, 12,6 km nordväst om Wangren. Trakten runt Wangren består till största delen av jordbruksmark.
Genomsnittlig årsnederbörd är 1 963 millimeter. Den regnigaste månaden är maj, med i genomsnitt 276 mm nederbörd, och den torraste är januari, med 55 mm nederbörd.